# 모하마드 사데크 알사드르

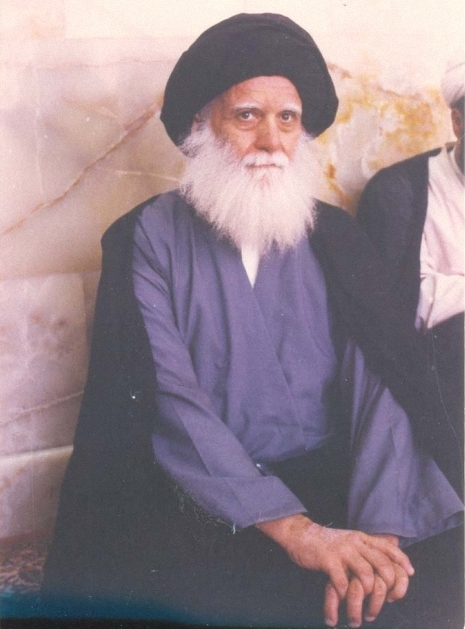

모하마드 사데크 알사드르(아랍어: محمد محمّد صادق الصدر, 영어: Mohammad Sadeq al-Sadr, 1943년? ~ 1999년 2월 19일)는 이라크의 저명한 온건 시아파 성직자이다.
이라크의 다수 종파인 시아파 무슬림의 널리 존경받는 지도자의 입장에서, 그는 정부 개혁과 투옥된 시아파 지도자들의 석방을 공개적으로 촉구했다.
그는 원래 걸프전 이후 시아파 중에서 괴뢰를 세우려는 시도의 일환으로 바트당에 의해 사아파 내에서 고위직으로 올라갔다. 하지만 알사드르는 바트당 정권의 계획대로 놀아나지는 않았고, 오히려 공개적으로 개혁과 종교의 자유를 촉구하는데 그의 지위를 이용했다.
알사드르의 인기가 올라감에 따라, 그는 이란에 망명중이던 아야톨라 모하마드 바키르 알하킴을 비롯한 다른 시아파 지도자들과 경쟁 관계에 놓이게 되었다.
1999년, 알사드르는 이라크의 시아파 성지 나자프에서 두 아들과 함께 차를 타고 시가지를 통과하는 도중 수상쩍게 살해당했다. 그들이 타고 있던 차량은 괴한의 매복공격을 받았으며 차에 타고 있던 세 사람은 모두 총격을 받아 사망했다. 여러 해외의 관찰자들과 마찬가지로 이라크 시아파의 여론은 이라크 정부가 직접 저질렀던가, 설령 그렇지 않더라도 사건의 배후에 있었을 것이라는 것이었다. 몇몇 언론인들은 사담 후세인이 알사드르의 죽음에 책임이 있다고 보도하며, 2003년 후반에 감옥에 있는 그를 조롱했다.
바그다드의 함락 이후에 사담시티의 다수 시아파 거주지는 비공식적이지만 그를 기려 사드르시티라고 널리 바뀌어 불리기 시작했다. 그의 아들 무크타다 알사드르는 아버지와의 관계를 자기 주장의 정당성의 근거로 삼고, 아버지의 인기를 이용해 자신의 지지자 중 상당수를 확보했다. 그럼에도 불구하고 모하마드 사데크 알사드르의 진정한 계승자는 아야톨라 카젬 알하에리라고 간주되며, 하에리는 망명지 이란에서 젊은 사드르에게 이슬람 법에 관한 조언을 하고 있다.
그는 아야톨라 모하마드 바키르 알사드르의 육촌 동생이자 제자였으며, 무크타다 알사드르의 아버지이다.